# 2040년대
2040년대는 2040년부터 2049년까지를 가리킨다.